# Forrest (nome)
Forrest  è un nome proprio di persona inglese maschile.

## Varianti
- Maschili: Forest[2], Deforrest[2], Deforest[2]

## Origine e diffusione

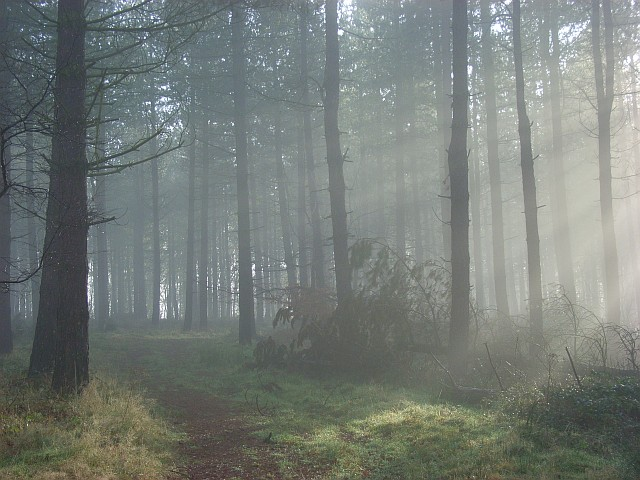
Una foresta nell'Oxfordshire

Riprende il cognome inglese Forrest, dal letterale significato di "foresta", che indicava in origine una persona abitante presso una foresta (etimologicamente, l'inglese forest risale, tramite il francese antico forest, al latino forestem silvam, ossia "boschi esterni", cioè "non recintati").
Negli Stati Uniti, è stato occasionalmente usato in onore di Nathan Bedford Forrest, un eroe confederato della guerra di secessione (che fu poi fondatore del Ku Klux Klan); il suo uso aumentò in seguito all'uscita del film del 1994 Forrest Gump, dove è portato dal protagonista, ma si è successivamente rarificato.
La variante Forest, usata anche al femminile, può anche riprendere direttamente il termine forest.

## Onomastico
Il nome è adespota, non essendo portato da alcun santo. L'onomastico ricade il 1º novembre, giorno di Ognissanti.

## Persone

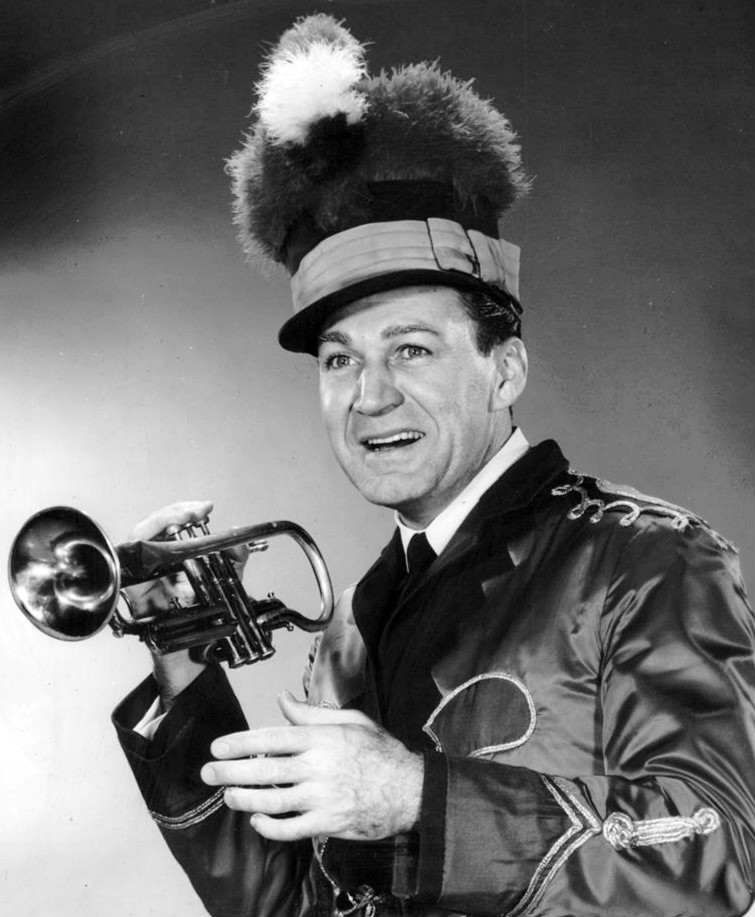
Forrest Tucker

- Forrest DeBernardi, cestista statunitense
- Forrest Gregg, giocatore di football americano e allenatore di football americano statunitense
- Forrest Griffin, artista marziale misto statunitense
- Forrest Halsey, sceneggiatore statunitense
- Forrest Landis, attore statunitense
- Forrest McKenzie, cestista statunitense
- Forrest Smithson, atleta statunitense
- Forrest Towns, atleta statunitense
- Forrest Tucker, attore statunitense

### Variante Forest
- Forest Montgomery, tennista statunitense
- Forest Ray Moulton, astronomo e matematico statunitense
- Forest Whitaker, attore, regista e produttore cinematografico statunitense

## Il nome nelle arti
- Forrest Gump è il protagonista del romanzo di Winston Groom Forrest Gump, e dell'omonimo film del 1994 da esso tratto, diretto da Robert Zemeckis.